# 赫尔佩列-科济纳市镇

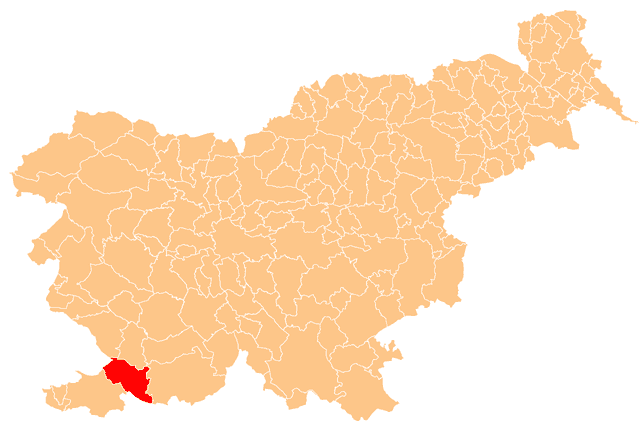
赫尔佩列-科济纳市镇於斯洛維尼亞的位置

赫尔佩列-科济纳市镇，是斯洛文尼亞西南部的一個市镇，行政中心为赫爾佩列。市镇面積为192.2平方公里，2002年人口数量为4038人。人口密度約21人/km2。

## 外部連結
- 官方网站  （斯洛文尼亚文）
- Municipality of Hrpelje-Kozina on Geopedia （页面存档备份，存于）